# Scolécodonte
 (novembre 2018).
Si vous disposez d'ouvrages ou d'articles de référence ou si vous connaissez des sites web de qualité traitant du thème abordé ici, merci de compléter l'article en donnant les références utiles à sa vérifiabilité et en les liant à la section « Notes et références ».

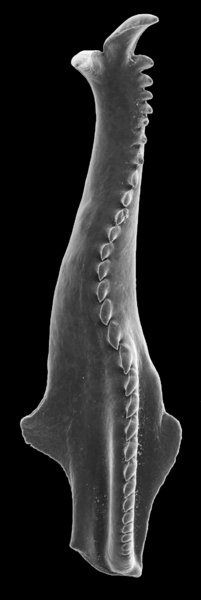
Un scolécodonte ordovicien d'Estonie.
(mâchoire de vers polychaetes) appartenant ici à la famille des Ramphoprionidae.
Longueur totale = 1 millimètre.

Un scolécodonte (Scolodonta) est une pièce maxillaire de vers annélides connue sous forme de microfossiles dans le Paléozoïque.
Le géologue et paléontologue britannique George Jennings Hinde (1839-1918) fit de nombreuses études de scolécodontes à partir d'échantillons d'Angleterre, du pays de Galles, du Canada et de Suède,,, établissant une base pour la nomenclature de ce qu'il considérait comme des éléments isolés de mâchoires d'annélides.